# Marajó

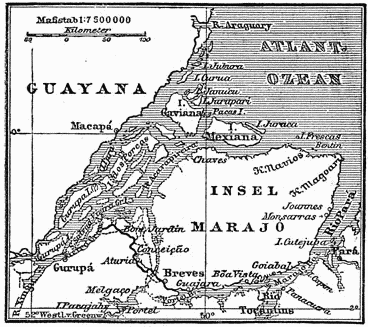
Mapa ostrova z roku 1888

Marajó je pobřežní ostrov nacházející se při ústí Amazonky v Brazílii, ležící těsně na jih od rovníku a na sever od Belému, od kterého je oddělen jižní větví Amazonky, zvanou Pará.
Ostrov má rozlohu 47573 km² a je největší pobřežní ostrov v Brazílii. Celkově je 35. největším ostrovem světa. Tvoří stejnojmenné souostroví o rozloze 49 602 km² se sousedními ostrovy Caviana, Mexiana a dalšími.
Marajó je rovinatý (nejvyšší bod má čtyřicet metrů nad mořem), velká část ostrova bývá při vzestupu hladiny Amazonky zaplavena. Západní část pokrývá deštný prales a východ savana, využívaná k pastevectví buvolů. Typickými rostlinami jsou palmy açaí a mauricie převislá, na ostrově žije početná populace ibise rudého. Při pobřeží se nacházejí největší města Breves, Soure a Salvaterra. Celkem žije na Marajó okolo čtvrt milionu obyvatel (hustota zalidnění pět až šest lidí na čtvereční kilometr).
V předkolumbovských dobách existovala na ostrově vyspělá kultura Marajoara, jejíž hrnčířská výroba (zejména pohřební urny) svojí kvalitou vyvolala dohady o možném spojení s civilizacemi na území dnešního Peru.
Díky izolaci se ostrovu Marajó vyhnula katastrofální pandemie španělské chřipky v letech po 1. světové válce.